# Willi Verhuven
Willi Verhuven (* 10. September 1950) ist ein deutscher Unternehmer und Touristiker. Er eröffnete am 15. Januar 1974 die Reiseunternehmensgruppe Alltours, zunächst als ein kleines Reisebüro in Kleve in Nordrhein-Westfalen. Bis heute leitet Alleininhaber Verhuven als Geschäftsführer die Unternehmen des Ferienanbieters mit dem Reiseveranstalter Alltours Flugreisen GmbH als Kern.

## Leben und Beruf
Verhuven wuchs mit drei Schwestern in Kleve am Niederrhein auf. Als 15-Jähriger verließ er die Schule und absolvierte eine Ausbildung zum technischen Zeichner. Zu seinem Beruf machte er jedoch sein Hobby Reisen. 1974 eröffnete Verhuven im Alter von 23 Jahren sein erstes Reisebüro in seiner Heimatstadt. Da die griechische Insel Mykonos eines seiner liebsten Reiseziele war, bot er neben Busreisen zunächst Pauschalreisen nach Griechenland an. Im ersten Jahr reisten rund 500 Urlauber mit seinem Unternehmen an den Peloponnes. Heute machen die Alltours-Unternehmen insgesamt mit 1,75 Millionen Kunden rund 1,4 Milliarden Euro Umsatz (Stand: 2011/2012).
Verhuven ist ledig und hat keine Kinder. Als ein Problem für Alltours hat die Wirtschaftswoche eine Nachfolgeregelung definiert: „Mit seiner Art ist Verhuven an einem Punkt seiner Laufbahn angekommen, an dem er sein Lebenswerk zu gefährden droht. Statt systematisch einen Nachfolger aufzubauen, verschleißt er mögliche Kandidaten wie kein anderer in der Branche“, heißt es in dem Wirtschaftsmagazin.

## Öffentliche Aufmerksamkeit
Ins Rampenlicht wurde der ansonsten eher öffentlichkeitsscheue Verhuven gerückt, als er im März 2012 in Duisburg offenbar absichtlich einen Polizisten mit seinem Auto anfuhr. Der Beamte hatte Verhuven aufgrund eines Demonstrationszuges daran hindern wollen, bis zu seinem nahe gelegenen Arbeitsplatz weiterzufahren. Im Januar 2013 hat das Amtsgericht Duisburg Verhuven wegen Widerstandes gegen Vollstreckungsbeamte und fahrlässiger Körperverletzung zu einer Geldstrafe in Höhe von 25.000 Euro und einem zweimonatigen Führerscheinentzug verurteilt. Das Urteil wurde Mitte Mai rechtskräftig, nachdem Verhuven und die Staatsanwaltschaft Duisburg ihre Berufung zurückgezogen hatten. Verhuven kündigte später jedoch an, das Land Nordrhein-Westfalen wegen Sachbeschädigung an seinem Fahrzeug durch den Polizisten zu verklagen. Nachdem das Landgericht Duisburg die Klage abgewiesen hatte, strebte der Unternehmer vergeblich eine Schadenersatzklage über 400 Euro gegen den Polizisten an. Der Polizist hatte bei dem Versuch, Verhuven am Weiterfahren zu hindern, offenbar den Scheibenwischer des Fahrzeugs beschädigt. Alle Verfahren sind Mitte November 2013 zu einem Ende gekommen, nachdem auch die Generalstaatsanwaltschaft Düsseldorf Beschwerden des Unternehmers zurückgewiesen hatte.

## Vermögen
Das deutsche Manager Magazin führt Verhuven auf seiner Liste der 500 reichsten Deutschen mit einem geschätzten Vermögen von 800 Millionen Euro (Stand: 2013).